# Rahu (Saaremaa)
Koordinaten: 58° 26′ N, 22° 48′ O
Rahu (deutsch Rachk) ist ein Dorf (estnisch küla) auf der größten estnischen Insel Saaremaa. Es gehört zur Landgemeinde Saaremaa (bis 2017: Landgemeinde Valjala) im Kreis Saare.
Das Dorf hat 23 Einwohner (Stand 31. Dezember 2011). Es liegt 27 nordöstlich der Inselhauptstadt Kuressaare.

## Geschichte
Im Jahre 1507 wurden der Hof und das Dorf Rachte erstmals urkundlich erwähnt. Im 16. Jahrhundert wurde der Besitz mit dem Hof Lööne (deutsch Köln) vereinigt. Für 1731 ist das private Gut Rack belegt.